# Hirsch-Apotheke (Goslar)

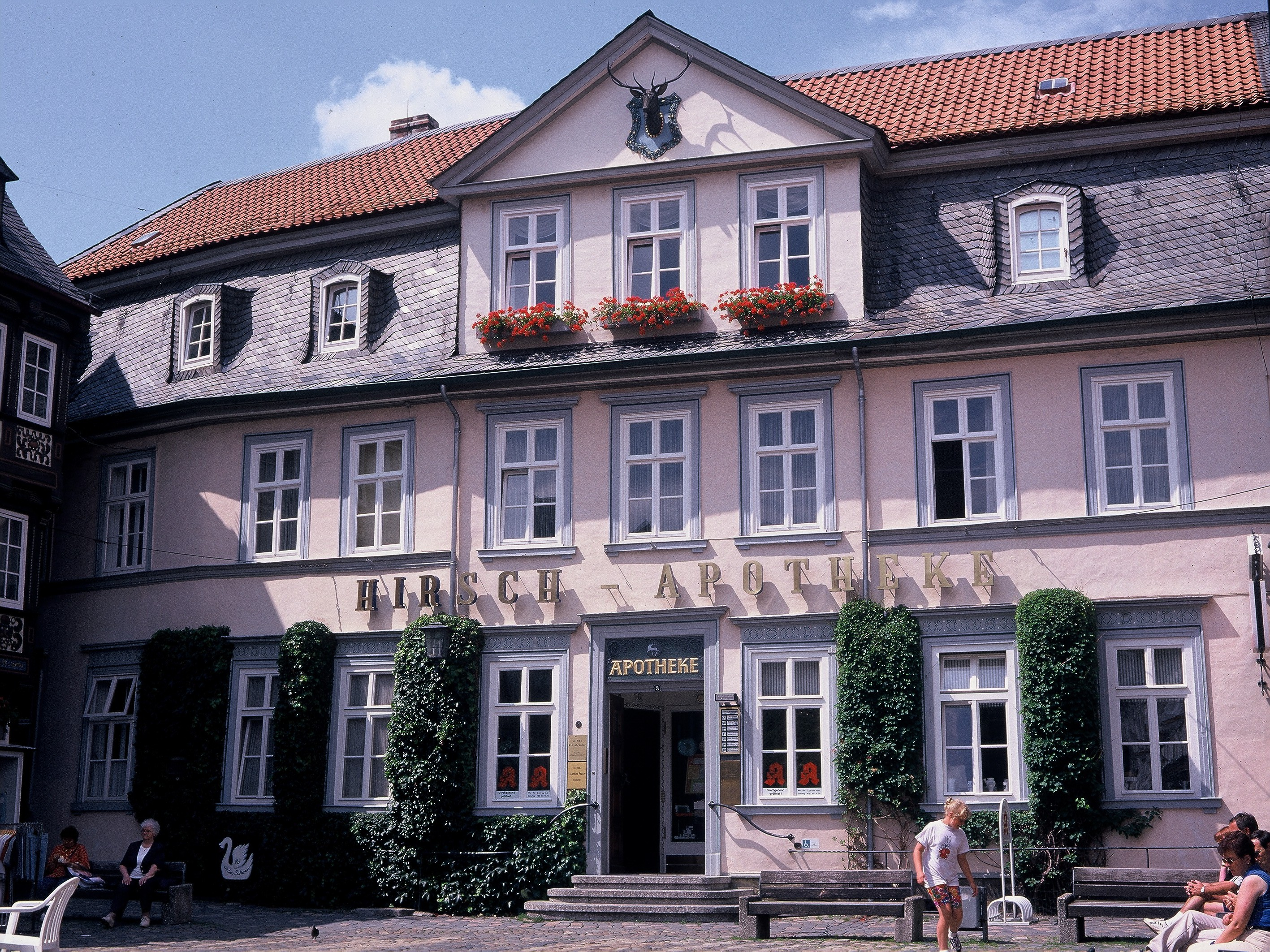
Hirsch-Apotheke am Schuhhof

Die Hirsch-Apotheke war bis zum Jahr 2021 die älteste noch bestehende Apotheke in der UNESCO-Welterbe-Altstadt von Goslar. 1780 als Kräuter- und Drogenhandlung am Schuhhof gegründet, bestand sie seit 1808 als Apotheke. Wegen ihres vollständig erhaltenen Biedermeier-Interieurs zählte sie zu den schönsten Apotheken Deutschlands. Noch heute kann das Interieur im dort befindlichen Café besichtigt werden.

## Inneneinrichtung

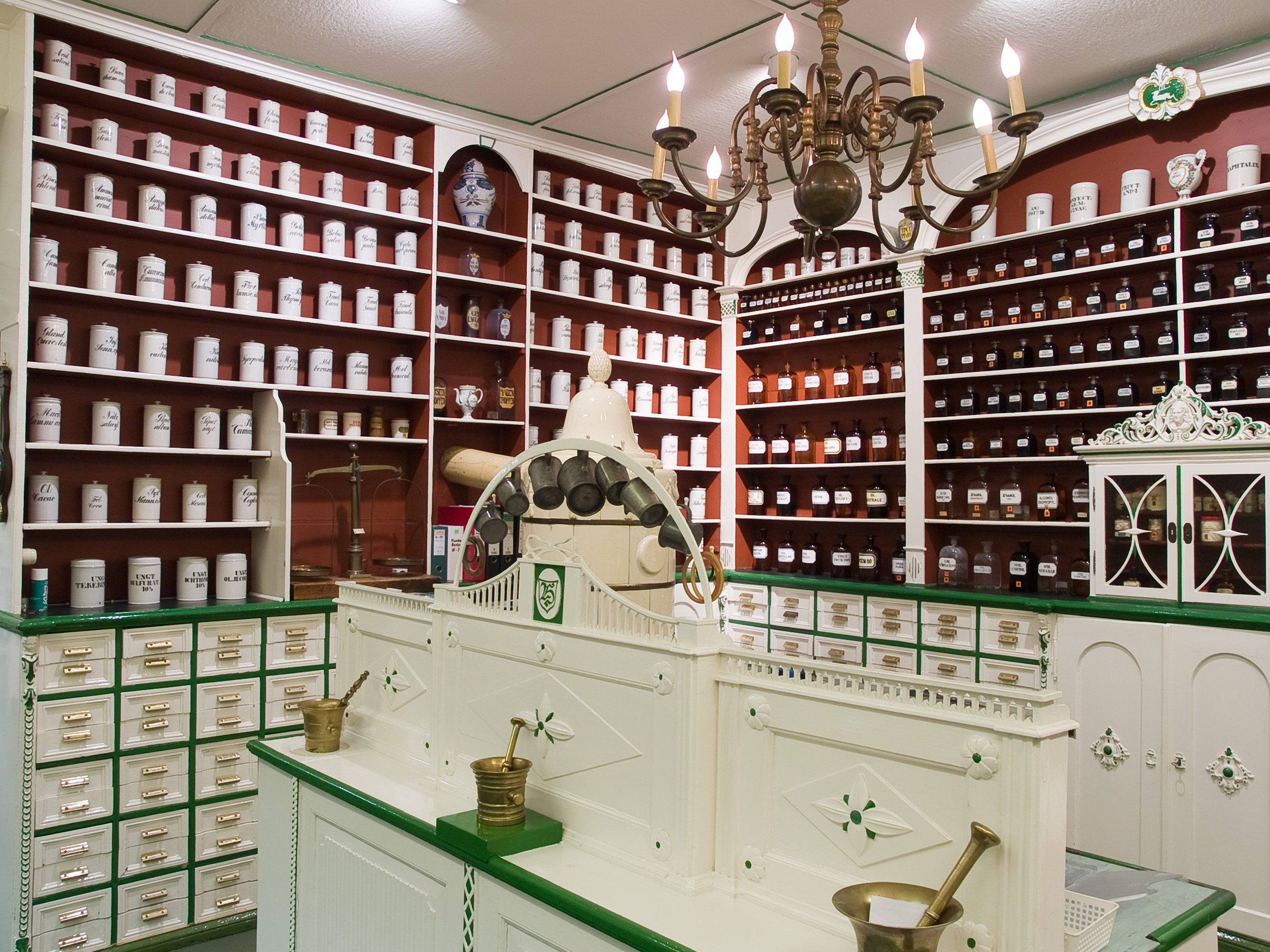
Offizin und Rezepturtisch aus der Zeit des Biedermeier

Die Außenfassade ist klassizistisch klar gegliedert, den Innenraum kennzeichnen darüber hinaus Elemente des Biedermeier und des napoleonischen Empire aus der Zeit Anfang des 19. Jahrhunderts. Zartgrüne Bemalung auf weißem Korpus prägen die Farbgebung der Inneneinrichtung. In der Mitte steht der mit floralem Schnitzwerk versehene Rezepturtisch, links dahinter ein weißer Kachelofen aus Berlin, in den Regalen stehen weiße Standgefäße aus Porzellan mit feinliniger schwarzer Beschriftung, ebenfalls aus der Anfangszeit der Apotheke.

## Geschichte
1780 wurde in dem nach dem großen Brand von Goslar neu errichteten Haus am Schuhhof eine Drogen- und Kräuterhandlung eröffnet und 1800 von dem Apotheker J.A. Meinecke übernommen. 1808 durfte sein Nachfolger, Apotheker J.W. Osten, die Drogenhandlung nach der von König Jérôme Bonaparte von Westfalen (ein Bruder Napoléon Bonapartes) proklamierten Gewerbefreiheit endlich „Apotheke“ nennen und somit das Monopol der städtischen Rats-Apotheke brechen.

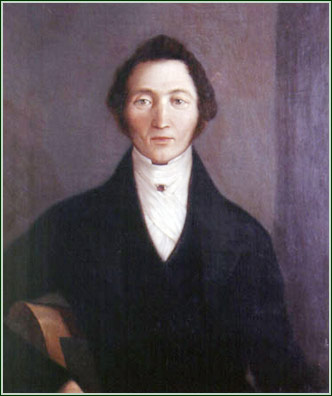
Apotheker Adolph Haars

1840 übernahm Carl Ludwig Hirsch diese Apotheke und verleiht ihr seinen Namen. 1842, nach dem frühen Tod von C.L. Hirsch, verkaufte seine Witwe die Apotheke für 15.000 Reichstaler an ihren Schwager Carl August Wilhelm Hirsch, der die Apotheke so gut führte, dass es in einem königlichen Revisionsprotokoll aus dem Jahre 1847 heißt: ”Die beiden Apotheken in Goslar gehören unstreitig zu den besten des Königreiches (Hannover)” (Die andere Apotheke ist die Goslarer Rats-Apotheke am Markt, die bis 2008 bestand). Bis 1865 hatte C.A.W. Hirsch den Umsatz von anfänglich 3000 Reichstaler auf 6114 Reichstaler gesteigert.

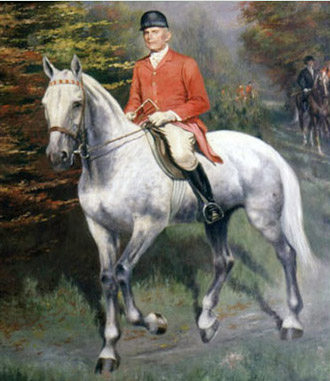
Apotheker Otto Haars

1866 kaufte Apotheker Adolph Schumacher die Hirsch-Apotheke für 22.000 Reichstaler und verkaufte sie nach 17 Jahren 
1883 an den Apotheker Adolph Haars für 30.000 Reichstaler. Dieser übernahm die Herstellung der weit über Deutschlands Grenzen hinaus bekannt gewordenen Arzneispezialitäten des „Kräuterdoktors“ Lampe. Zu den Patienten gehörte insbesondere König Georg V. von Hannover mit seiner Familie. Auch heute stellt die Hirsch-Apotheke das Lampe’sche Kräuterelixier nach altem überlieferten Rezept her.
1907 übernahm Otto Haars die väterliche Apotheke. Sein Reiterbild hängt heute noch im Treppenhaus. 1947 trat Hans-Jürgen Haars die Nachfolge an, der sich besonders um die Erhaltung und Restaurierung des Biedermeier Ensembles verdient machte. Die Hirsch-Apotheke war bis April 2021 im Familienbesitz und wurde zuletzt von Annegret Haars geleitet. Seit Mai 2021 ist die Apotheke dauerhaft geschlossen. Heute befindet sich (Stand Dezember 2024) in den Räumen der Apotheke das Hirsch Kaffee.

## Abbildungen

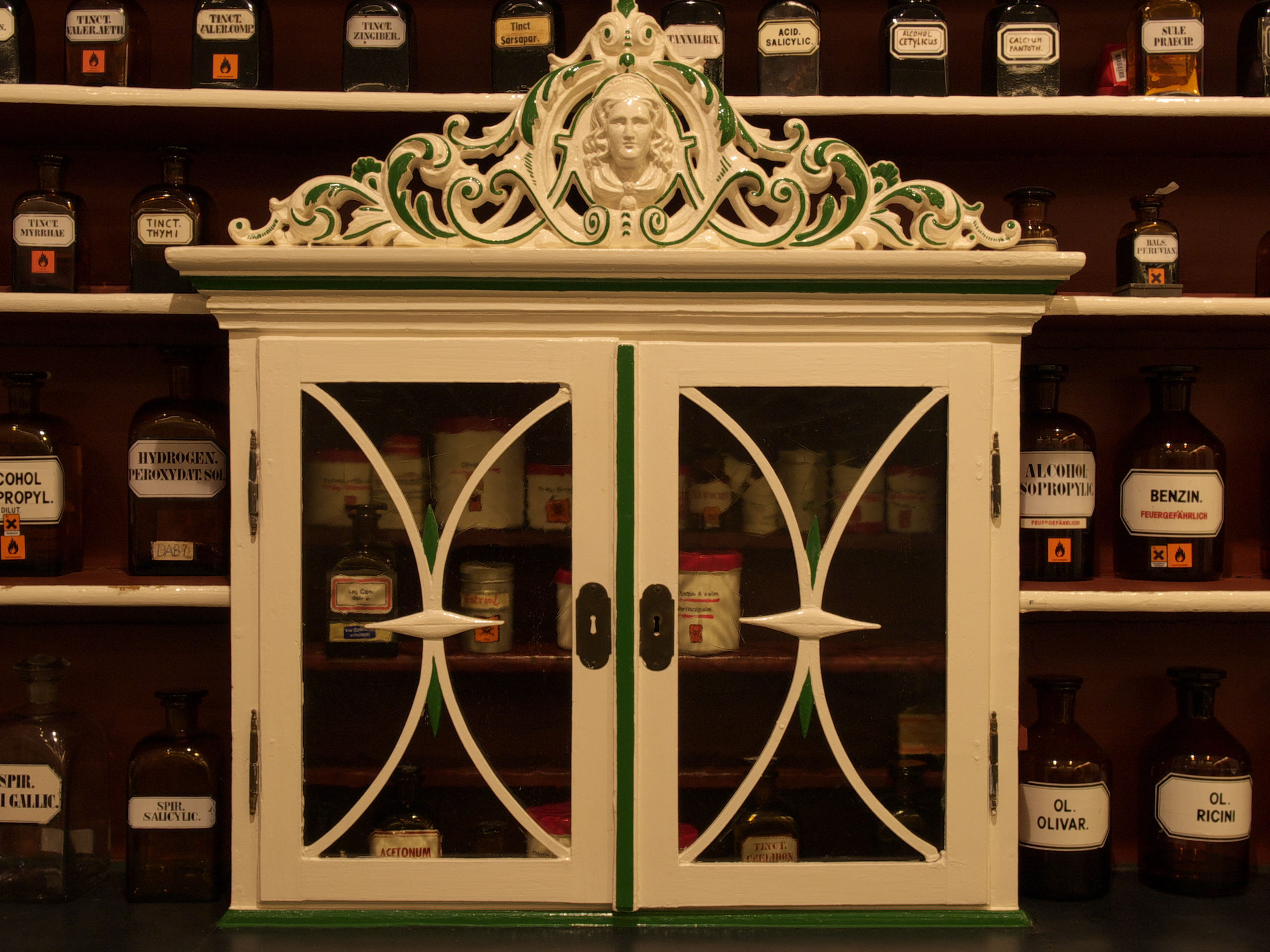
Separanda
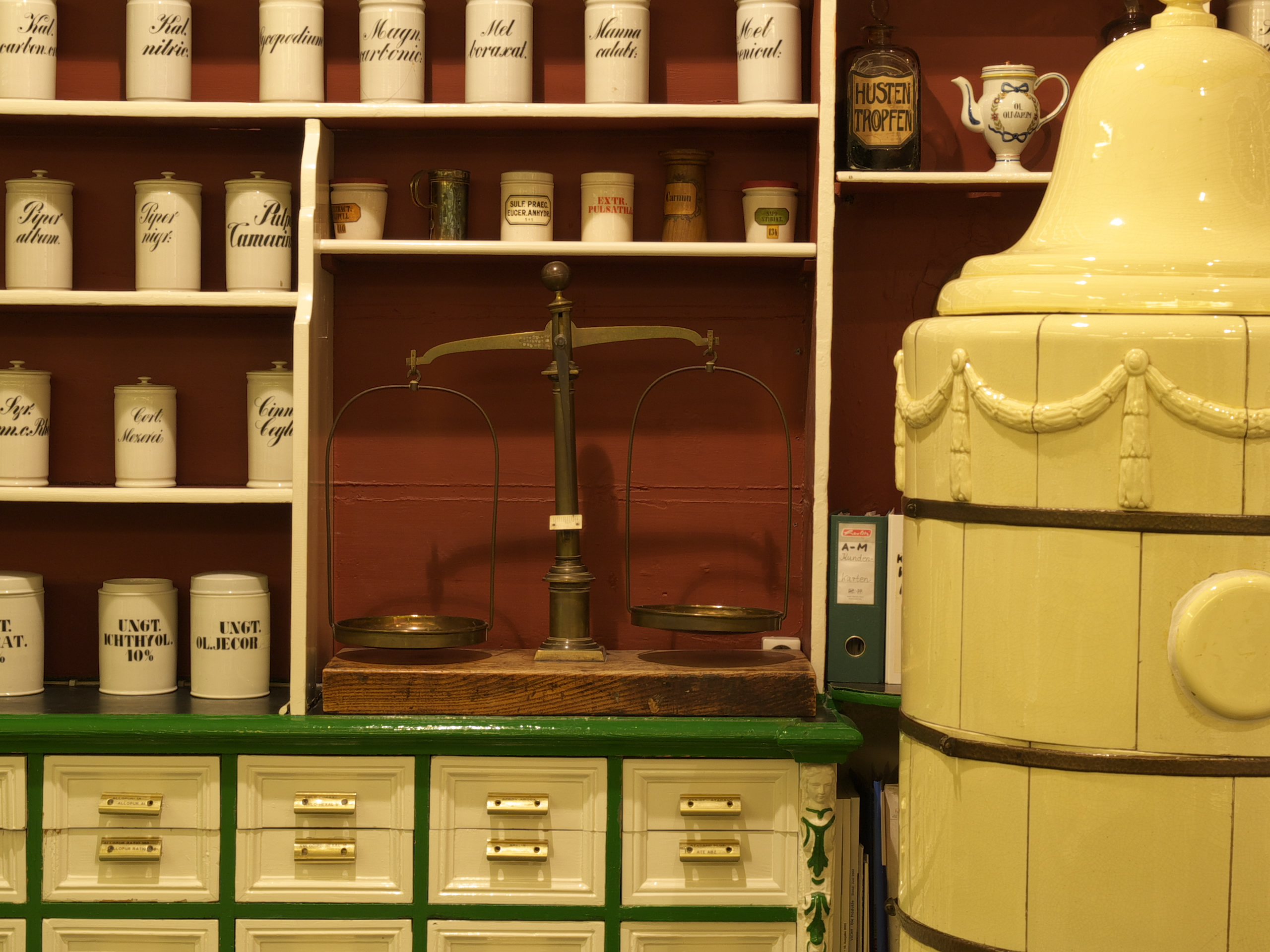
Apothekerwaage und klassizistischer Ofen
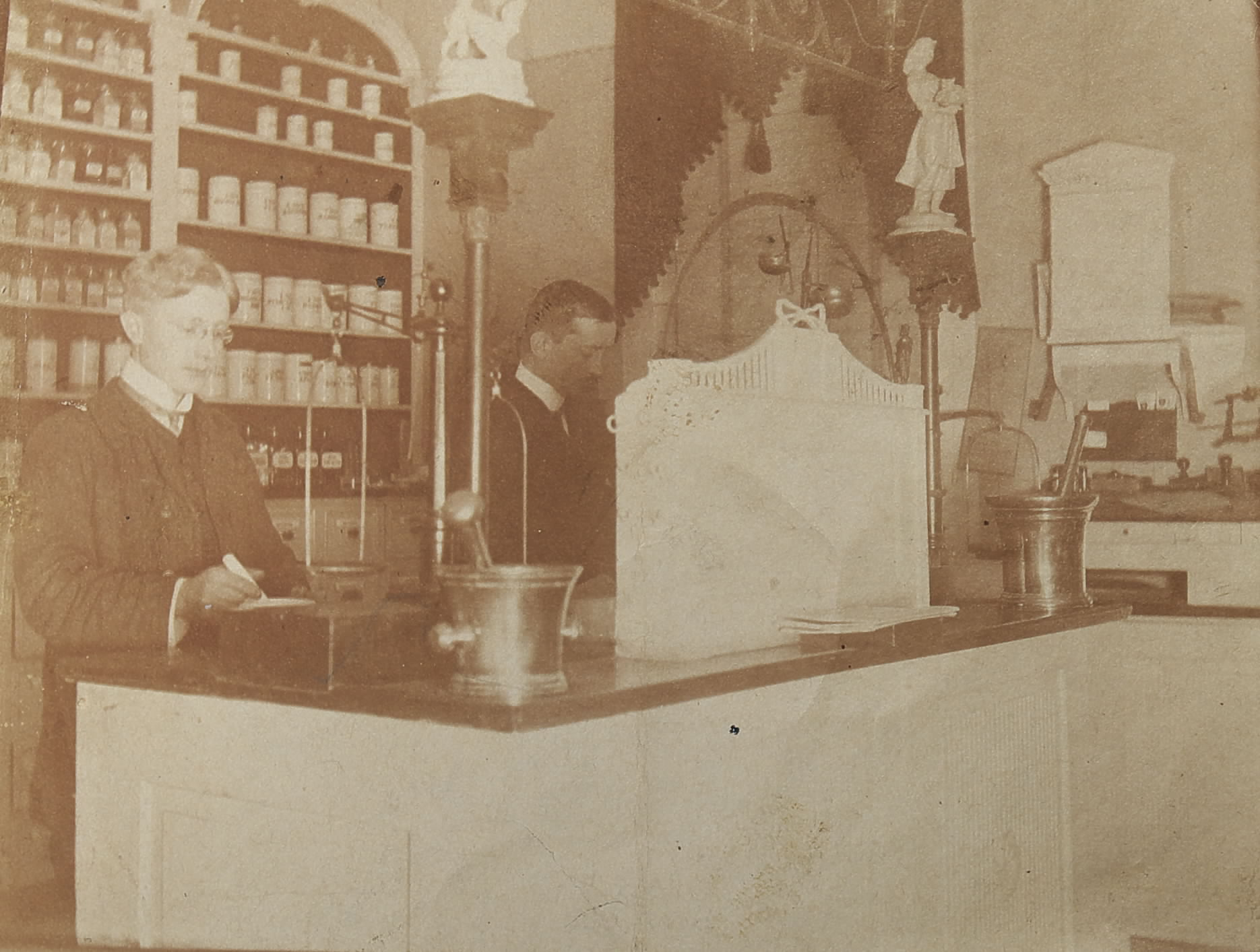
Offizin um 1910, mit klassizistischen Säulen auf dem Rezepturtisch

## Film
In den Räumlichkeiten wurden 1995 Szenen des Filmes Anna im Banne des Bösen gedreht.